# エロン
エロン（英語: Elon（イーロン） 、ヘブライ語: אֵלוֹן (elon)、古代ギリシア語: Αιλώμ、恐らく「大木」の意 ）は、旧約聖書の登場人物または町。
1. ヘト人。その娘バセマトとアダはエサウの妻となった（創世記 26:34、36:2）。
2. ゼブルンの子。ヤコブと共にエジプトに移住した（創世記 46:14）。エロン人の家長となった（民数記 26:26）。
3. イスラエルの士師。ゼブルン族。十年間裁いた後に、アヤロンに葬られた（士師記 12:11-12）。
4. ダン族の町。場所は定かではない（ヨシュア記 19:43）。